# Kirchenchor St. Verena (Rot an der Rot)
Der Kirchenchor St. Verena (Rot an der Rot) ist der 1836 gegründete Chor der römisch-katholischen Kirchengemeinde Rot an der Rot, Seelsorgeeinheit Rot-Iller im Landkreis Biberach in Oberschwaben. Er wird seit 2005 von der Kirchenmusikerin Maria Schmölzing geleitet. Der Chor hat das Motto „Zur Ehre Gottes“.

## Musikalisches Schaffen
Der Chor hat das Antiphonarium ad usum chori Rothensis und weitere verschollen geglaubte Werke, komponiert von Michael Haydn für die ehemalige Reichsabtei Rot an der Rot, sowie musikalische Werke des letzten Abtes Nikolaus Betscher aufgeführt. Bei Orchestermessen übernahm schon Berthold Schick die Soloposaune. Weihnachtliche Arrangements von Siegfried Rundel wurden 2008 zusammen mit dem örtlichen Blasmusikverein zur Aufführung gebracht. Der Chor versucht das musikalische Erbe und die Tradition der Reichsabtei zu pflegen und begleitet mit seinem liturgischen Dienst die Kirchengemeinde „Zur Ehre Gottes“.
Aus dem Kirchenchor St. Verena ging die Männerschola „Schola Gregoriana Rothensis“ hervor, die bis zum Jahre 2013 von dem künstlerischen Leiter des Hassler-Consorts und Titularorganisten der Holzhey-Orgel von 1793 der ehemaligen Klosterkirche St. Verena, Franz Raml, geleitet wurde.

## Geschichte
Das Prämonstratenserkloster Rot an Rot wurde im Jahre 1126 gegründet und im 15. Jahrhundert zur Reichsabtei erhoben. Es wurde im Dreißigjährigen Krieg etliche Male geplündert und gebrandschatzt. Von 1777 bis 1786 erfolgte der Neubau der Klosterkirche St. Verena. Mit der Säkularisation 1803 wurde das geistliche Territorium aufgelöst und Graf Ludwig Kolb von Wartenberg übergeben.
Vor der Auflösung des Klosters 1803 lag der kirchenmusikalische liturgische Dienst in den Händen der Chorherren. Der letzte prämonstratensische Reichsabt und Komponist Nikolaus Betscher starb 1811. Der älteste Nachweis für die Existenz eines Laienchores ist ein aus dem Jahre 1836 stammendes Gesangbuch des Chorsängers Josef Högerle, das zwischen alten Noten und Chorliteratur auf der Orgelempore entdeckt wurde. Ein weiteres Gesangbuch aus dem Jahre 1841 stammt von Karl Högerle. Im Jahre 1914 erzählte der damals 80-jährige Kirchenchorsänger und Kirchenpfleger Benedikt Angele dem späteren Dirigenten Sebastian Fakler, dass er 1846 im Alter von zwölf Jahren in den Chor eingetreten war. Der Patronatsherr Graf Eberhard zu Erbach wurde 1878 mit Fackelzug und Gesang verabschiedet. Im selben Jahr sang der Chor ein Requiem für den am 7. Februar 1878 verstorbenen Papst Pius IX.
Die Zahl der einzelnen Sänger in den Registern bewegte sich zwischen drei und zehn Personen. Es herrschte eine Knappheit bei den Alt- und Sopranistinnen. In der Regel heirateten die jungen Frauen im Alter von 20 Jahren oder wurden „in Dienst gestellt“. Verheiratete Frauen sangen bis zur Wende im 20. Jahrhundert nicht mehr in den Chören.

### Weltkriege bis heute

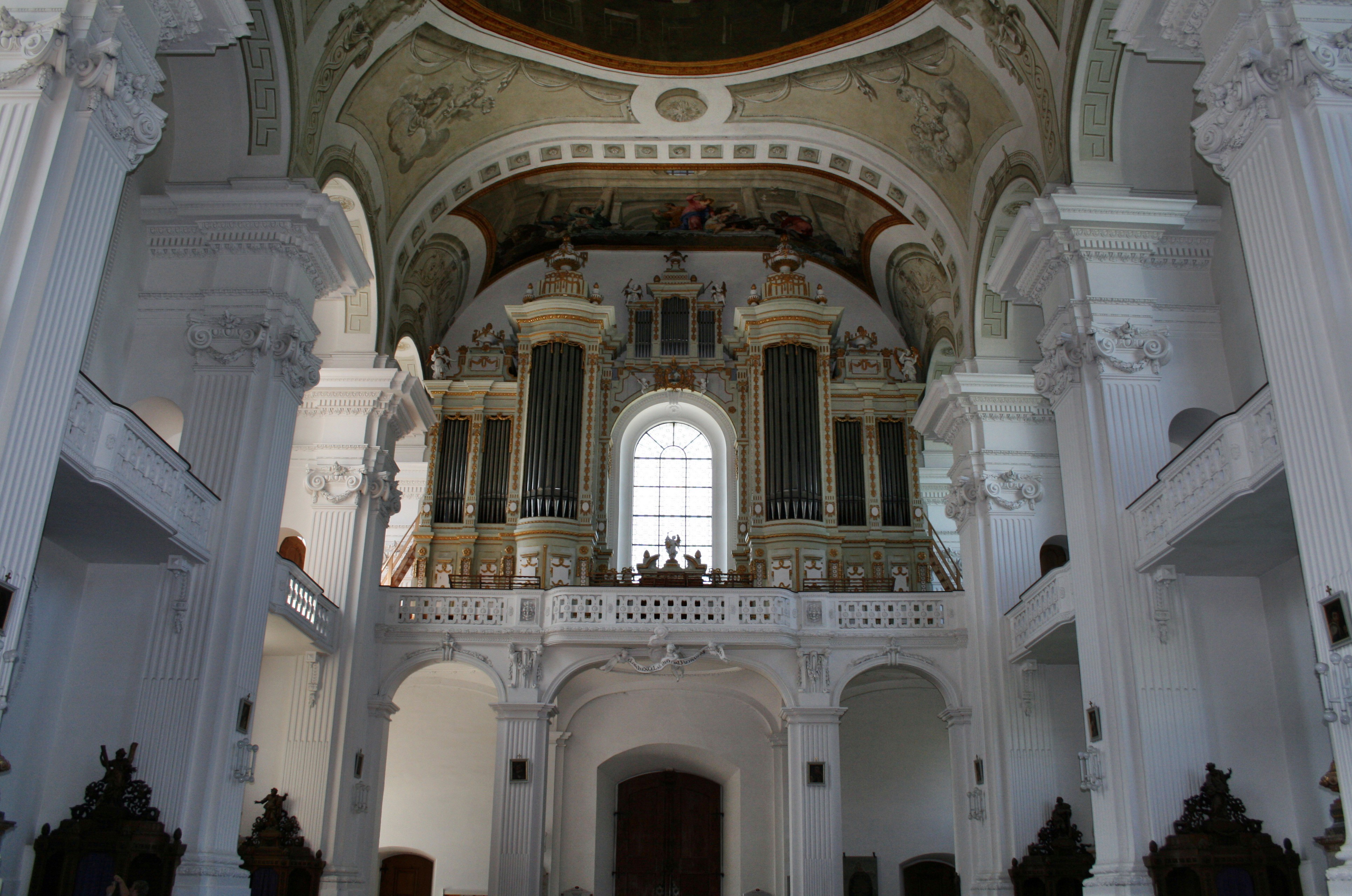
Holzhey-Orgel in Rot an der Rot

Im Ersten Weltkrieg wurden sechs Kirchenchormitglieder zum Militärdienst eingezogen, von denen fünf überlebten. Während der Weimarer Republik bis zur Machtergreifung der Nationalsozialisten 1933 nahm der Chor einen unerwarteten Aufschwung. In der  Inflationszeit war es für den Chor ein Problem, geeignetes Notenmaterial käuflich zu erwerben. Am Verenafest 1926 wurde der 800-jährigen Gründung des Klosters Rot an der Rot gedacht. Schon früh am Morgen erschienen Mönche des Klosters Wilten, um an dem Jubiläum teilzunehmen. Den Festgottesdienst begleitete der Chor musikalisch.
Die Zeiten für den Chor änderten sich allmählich ab der Machtergreifung 1933. Die Hitlerjugendaktivitäten wurden bewusst in den Zeiten des Kirchganges gelegt, wodurch den jungen Menschen die Teilnahme an den Choraktivitäten versagt blieb. Der Chor wurde aus seinem Probelokal in der Verena-Klause verdrängt und musste im engen Dachgeschoss des alten Schulhauses proben. Fünf Mitglieder des Kirchenchores kamen im Zweiten Weltkrieg ums Leben.
Im Jahre 1947 zählte der Chor dreizehn Mitglieder. 1949 nahm er an einem Wertungssingen in Tannheim teil. Seit 1949 wurde es zur Tradition, dass Mitglieder des Chores alljährlich zu Weihnachten ein Theaterstück einstudierten und aufführten. Am 12. Februar 1963 wurden fünfzig Mitglieder des Chores mit Ehrenzeichen und Medaillen des Cäcilien-Verbandes geehrt; die letzte Ehrung hatte 1906 stattgefunden. Oberlehrer Leipold und Pfarrer Stemmer führten den Chor durch die 1960er bis 1980er Jahre. Danach folgte die Chorleiterin Monika Lutz-Obele, die auf dem Weg zum Gottesdienst mit dem Auto schwer verunglückte. Am 12. Oktober 1986 wurde der Chor mit der Palestrina-Medaille des Cäcilien-Verbandes für Deutschland aufgrund seiner über 100-jährigen Geschichte ausgezeichnet. Beim Verenafest 2010 wurde eine Messe von László Halmos aufgeführt.
Am 4. September 2011 wurde im Rahmen der Feierlichkeiten zur zweihundertsten Wiederkehr des Todestages von Nikolaus Betscher die Missa in C aufgeführt. Die Solisten waren Barbara Sauter (Sopran), Cornelia Lanz (Mezzosopran), Franz Raml (Tenor) und Hansmartin Jetter (Bass).

### Chorleiter
- Sebastian Fakler

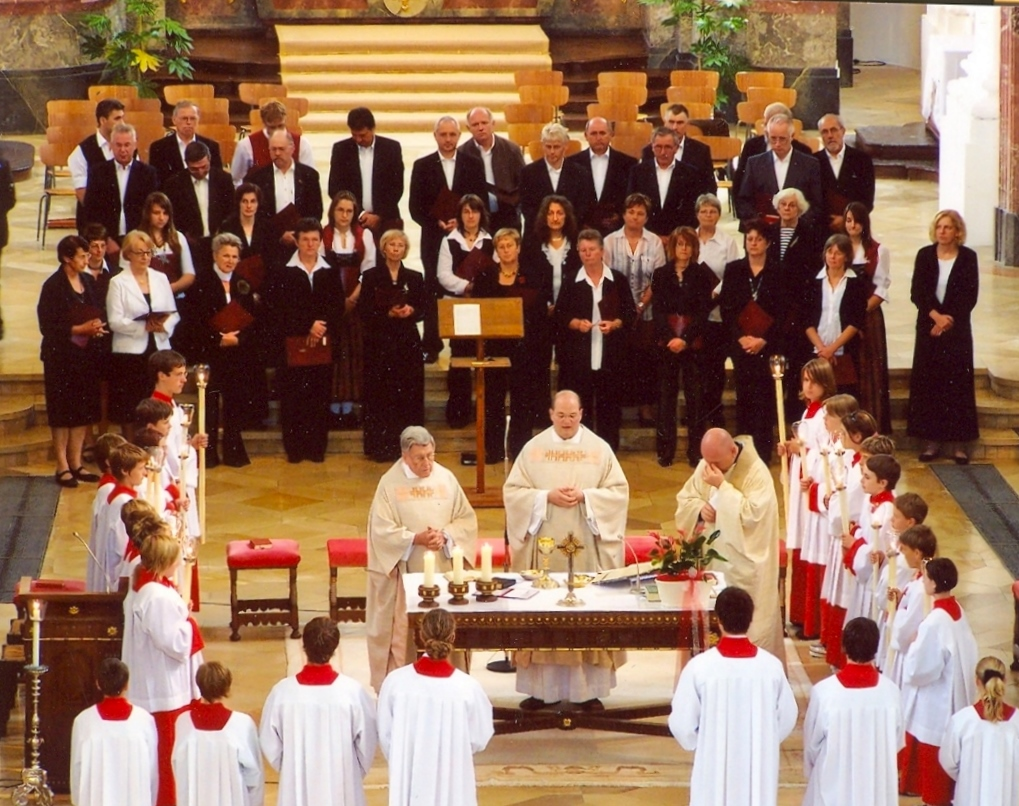
Kirchenchor St. Verena – Verabschiedung Pater Jonas 2008

- Josef Stützle (bis 1941), († 1942)
- Cornelia Cornprobst (1941–1949)
- Josef Munk (194–1963)
- Leo Leipold (1963–) († 2009)
- Monika Lutz-Obele (1983–1999)
- Kurt Benedikt Susak (bis 2003)
- Gerhard Wespel (bis 2003)
- Franz Raml (2004–2005)
- Maria Schmölzing (seit 2005)

### Auszeichnungen
- 1986: Palestrina-Medaille des Allgemeinen Cäcilien-Verbands für Deutschland